# Batcycle

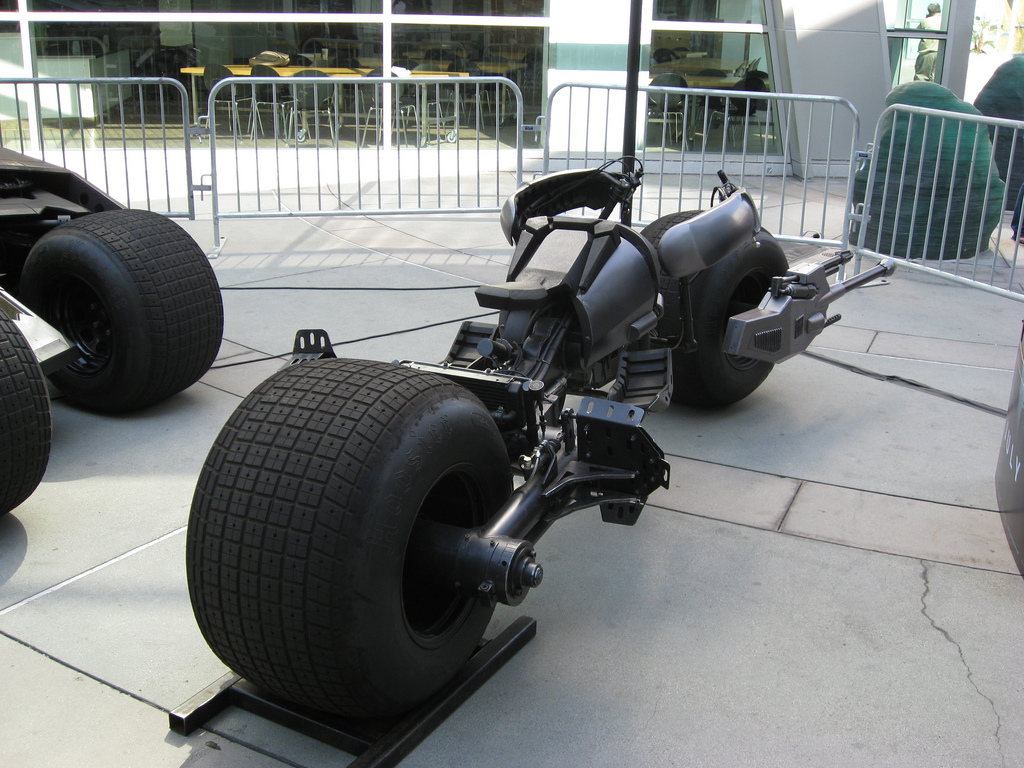
Batmotor

Batcycle – (po polsku Batcykl, lub Batmotor) – jeden z pojazdów Batmana, chociaż często komiksowy bohater użyczał swój pojazd swoim pomocnikom i przyjaciołom, np. Nightwingowi, Robinowi oraz Batgirl. Pojazd pozostaje w rezerwie, w razie absencji Batmobilu. Pojawił się w wielu komiksach, filmach, grach związanych z Batmanem. Jest to drugi w hierarchii, najważniejszy pojazd lądowy człowieka-nietoperza. Gdy Robinem był Tim Drake, Batman postanowił dać mu własny jednoślad tworząc „Redbirda”.

## W różnych mediach

### Film i serial
Batcycle wystąpił m.in. w filmie Batman i Robin, gdzie służył jako jedyny pojazd Robina. Jednak w filmie Mroczny Rycerz z 2008 roku służył jako kluczowy pojazd, gdy pod koniec filmu główny bohater, ścigał Jokera. Także w serialach Batman: The Animated Series z 1997, oraz w The New Batman Adventures, Batmotor służy jako pojazd Dicka Graysona, który  korzysta z niego jako Robin w pierwszym serialu i jako Nightwing w drugim. Warto także dodać, iż ten motor był ostatnim pojazdem, jakiego Dick Grayson używał będąc Robinem.

### Gry i zabawki
Batcycle pojawiał się często w grach z Batmanem i jeszcze częściej jako zabawka. W LEGO Batman pojawił się w dwóch zestawach, „Arkham Asylum”, w którym występuje Nightwing i „The Batcycle: Harley Quinn's Hammer Truck”. Co ciekawe, motory te wyglądają inaczej, a można je nazwać Batcycle'ami, ze względu na grę LEGO Batman, w której Robin posiada taki sam motor, jaki ma Nightwing i ochrzczony został Batmotorem (w polskiej wersji językowej). Motor z drugiego zestawu ma prawo nazywać się tak ze względu na nazwę zabawki.